# Богатырёв, Иван Тимофеевич
Иван Тимофеевич Богатырёв (30 ноября 1924 — 29 мая 2006) — советский государственный деятель.

## Биография
Родился 3 ноября 1924 года (по офиц. документам — 30 ноября) на хуторе Кругловка Нехаевского района Сталинградской области.
После окончания средней школы в 1942 году добровольцем пошел на фронт. С июля 1942 года на фронте. Воевал на Курской дуге, а затем на Киевском направлении. После окончания Астраханской авиатехнической школы механиков с января 1944 года в качестве авиамеханика участвовал в боях в составе 3 Украинского фронта, а с июля 1944 года и до конца войны — 1 Украинского фронта в 109 гвардейском штурмовом авиаполке 8-й гвардейской штурмовой авиадивизии.
В 1946 году был направлен в Ивановское военно-политическое училище. Демобилизовался в 1947 году. До 1950 года работал на Чуфаровском литейно-механическом заводе инспектором, а затем начальником ОТК. С 1950 по 1953 — начальник БТК механического цеха Сталинградского тракторного завода.
В 1957 году окончил вечернее отделение Сталинградского механического института по специальности «инженер-механик».
С 1953 года работал в органах КПСС — зав. отделом парторганов СТЗ, затем вторым (1954) и первым (1956) секретарем Тракторозаводского райкома, зав. отделом оборонной промышленности (1958) Волгоградского обкома партии.
В 1962 году первый заместитель председателя Волгоградского СНХ. С 1963 года заместитель, а с 1965 года первый заместитель председателя СНХ Нижне-Волжского экономического района.
В 1965 году избран секретарем Волгоградского обкома КПСС.
В 1969 году направлен на службу в МВД СССР. Работал в должности начальника Главного управления исправительно-трудовых учреждений, а с 1974 года — заместитель Министра внутренних дел СССР. В 1969 году присвоено звание генерал внутренней службы 3-го ранга (с 1973 года — генерал-майор внутренней службы), в 1975 году — генерал-лейтенант внутренней службы, в 1982 году — генерал-полковник внутренней службы.
В октябре 1986 года, после работы в составе Правительственной комиссии по ликвидации последствий аварии на Чернобыльской АЭС, по состоянию здоровья ушел в отставку.
Умер 28 мая 2006 года (по офиц. документам — 29 мая) в г. Москва.
Похоронен на Троекуровском кладбище.

## Награды
- Орден Октябрьской Революции[5]
- Орден Отечественной войны I степени[6]
- Три ордена Трудового Красного Знамени[7]
- Орден Дружбы народов[8]
- Орден «Знак Почёта»[9]

Иностранные награды:
- Орден Военных заслуг I степени (Вьетнам)[10]
- Орден «Звезда дружбы народов» III степени (ГДР)[11]
- более 20 отечественных и множество иностранных государственных медалей